# Луї Наполеон Жозеф Жером Бонапарт
Луї Наполеон Жозеф Жером Бонапарт (фр. Louis-Napoléon-Joseph-Jérôme, Prince Napoléon, Prince français, Altesse Impériale; 16 липня 1864, Медон — 14 жовтня 1932, Пранжен) — російський генерал-лейтенант.

## Біографія
Син Наполеона Жозефа («Принц Наполеон» або «Плон-Плон») та Клотільди Савойської, онук Жерома Бонапарта, принц Французької Імперії. Роки його дитинства — роки процвітання Другої Імперії у Франції. Принц Луї відносився тоді до молодшої гілки Бонапартів.
Після падіння імперії родина ненадовго виїхала з Франції, але в 1874 повернулася назад. Після закінчення освіти принц Луї влаштувався в особняку своєї тітоньки принцеси Матильди Бонапарт (Mathilde Letizia Wilhelmine Bonaparte, 1820—1904).
Принц став осягати всі принади світського життя, що вельми стурбувало його батька, Червоного принца, який дотримувався строгих правил поведінки. Він змусив сина в 1884 вступити на військову службу в 31-й піхотний полк у Блуа. Він відмінно служив, але в 1886 французький парламент видав закон, що виганяє з країни всіх, чиї родини претендували на трон Франції: Бурбонів, Орлеанів, Бонапартів.
Принц Луї Бонапарт вирушив в Італію, в містечко Монкальєрі, де жила його мати принцеса Клотільда . Вона вже чотирнадцять років була в ордені домініканок та присвятила життя служінню бідним та хворим. Луї під свою опіку взяв дядько, король Умберто I. Принц Бонапарт став громадянином Італії та в 1887 отримав звання лейтенанта в 13-ому уланському полку. Через півтора року він був уже капітаном. Служив скромно та старанно — спочатку в Вероні, потім в Монферрато.
У 1890 молодий 26-річний Людовик-Наполеон Бонапарт переїжджає в Росію. Зарахований в російську службу підполковником 25 листопада 1889 в 44-й драгунський Нижньогородський полк. Туди направлялися іноземці, яких з тих чи інших причин важко було тримати в столиці. Знаходження принца в Петербурзі могло викликати політичні ускладнення з Французькою республікою. Могли подумати, що російський імператор Олександр III надає політичну підтримку принцу Бонапарту. А це могли розцінити як втручання у внутрішні справи Франції.
18 березня 1891 помер батько Людовика — Червоний принц Жозеф. Згідно з його заповітом, і майно, і всі права імператора у вигнанні отримував другий син. Але російський полковник не став сваритися з братом через титулу Наполеона VI і не наполягав на виконанні заповіту. Батьківську спадщину Віктор і Луї поділили за взаємною згодою. Луї отримав замок Пранжен.
У 1895 принц став полковником. Командував 45-м драгунським Сіверським полком з 24 грудня 1896 по 6 березня 1897, після чого призначений командиром лейб-гвардії Уланського Її Величності полку (6 березня 1897 — 2 липня 1902), який входив в 2-у гвардійську кавалерійську дивізію, що стояла в Петергофі. Так принц Луї Наполеон був зарахований до найближчого кола російського царя. 9 квітня 1900 був проведений в генерал-майори. На довершення йому був наданий вищий орден Імперії — орден Святого Андрія Первозванного (1903). Це було свідченням розташування вже третього російського царя до Бонапарта.

Коли я приїхала на плац, то почула, як у публіці обговорювали, чи з'явиться сам принц Луї Наполеон, щоб вітати французького президента. Принц, як, ймовірно, знають мої читачі, був братом принца Віктора Наполеона, бонапартистського претендента на французький трон і чоловіка принцеси Клементини, дочки Леопольда, короля бельгійців. У той час принц Луї командував гвардійськими уланами, полком, чиїм шефом була імператриця Олександра Федорівна. Тому його обов'язком було пройти на чолі уланів. Що ж він робитиме, коли дійде до місця, де треба віддавати салют, перед очима французького президента?…
Принц скоро розсіяв усі сумніви. «Я — офіцер, командувач російськими військами, — заявив він, — і мій обов'язок вимагає, щоб я вітав президента Французької Республіки. Я вчиню, як вчинив би будь-який інший російський офіцер». Тому він, як і належить, салютував президенту — вчинок з його боку, яким багато захоплювалися. На ньому був орден Почесного легіону, успадкований ним від Наполеона III, двоюрідного брата його батька.
— Барятинська М. Глава 5. Імператорська сім'я. — Світське життя в Санкт-Петербурзі та Монте-Карло // Моя російська життя. Спогади великосвітської дами. 1870-1918. — М. : ЗАТ Центрполиграф, 2006.
Микола II відкрито протежував принцу Бонапарту, але в російській гвардії Людовик Бонапарт не прижився. Тому в 1902 Луї Наполеон у званні генерал-майора був відправлений на Кавказ командувати Кавказькою кавалерійською дивізією. У 1905 почалися хвилювання по всій країні, в тому числі в закавказьких губерніях. Принц Луї придушив збройні виступи в Кутаїсі. 23 квітня 1906 був проведений в генерал-лейтенанти. Потім він був призначений військовим губернатором Еріванської губернії. Але граф Воронцов-Дашков без особливих зусиль витіснив потенційного суперника. Наприкінці 1906, після чергової гучної сварки з намісником, генерал-лейтенант Бонапарт подав у відставку. За рік до того померла принцеса Матильда. Весь спадок від тітки отримав принц Луї, що теж прискорило його від'їзд.
З 1914 генерал Бонапарт повернувся в стрій. Протягом всієї світової війни він був представником імператора Росії при італійському генеральному штабі. 1917 побіжно зачепив й імператорський дім Франції в особі генерал-лейтенанта Луї. Його російська кар'єра закінчилася.
З цього часу він жив у Швейцарії. В останні роки Луї Наполеон подорожував по всьому світу, довгий час провів у США та Японії. Помер, не доживши й до сімдесяти. Після його кончини в замок переселився новий глава імператорського дому — принц Луї Наполеон, єдиний син брата Віктора.

## Нагороди
російські:
- Орден Святого Андрія Первозванного (1903)
- Орден Святого Володимира 3 ст. (1905)

іноземні:
- Французький Орден Почесного Легіону 1 ст. (1898)
- Італійський Орден Корони Італії 1 ст. (1898)
- Турецький Орден Меджида 1 ст. (1898)
- Японський Орден Вранішнього сонця 1 ст. (1898)
- Прусський Орден Корони 2 ст. із зіркою (1898)